# Preclàssic mesoamericà

Situació geogràfica de Mesoamèrica a escala del continent americà

El Preclàssic mesoamericà és una de les subdivisions utilitzades tradicionalment des de la segona meitat del segle XX per a la cronologia de Mesoamèrica.
El terme preclàssic va ser proposat per Robert Wauchope el 1951 per designar el període anterior al definit com a clàssic des del segle XIX. No fou ell, però, qui primer va definir i perioditzar aquesta etapa de la història de Mesoamèrica. Abans es deia horitzó arcaic, des de la primera periodització de les civilitzacions de Mèxic i Amèrica Central per Herbert Spinden el 1917.
Generalment datat del -2500 al 200 (de vegades fins al 250 o 300), el període preclàssic segueix al període arcaic (-8000 a -2500) del qual es distingeix pels inicis d'una agricultura sedentària basada en el conreu de la dacsa, l'aparició de la ceràmica, l'especialització del treball i la creació de rutes comercials entre diferents ciutats. Marca l'aparició d'una cultura comuna a l'àrea mesoamericana.
Les onades de nou arribats continuen després de la sedentarització. Es desconeixen els noms dels pobles d'aquest període: els noms actuals els els van donar més tard. Es creu que els pobles de parla nàhuatl són els darrers que hi arribaren.

## Cronologia
La cronologia del període preclàssic es divideix en tres èpoques:
- el Preclàssic primerenc, del 2500 abans de la nostra era al 1200 ae;
- el Preclàssic mitjà, del 1200 ae al 400 ae;
- el Preclàssic recent (o tardà o protoclàssic), del 400 ae al 200; aquest darrer període se subdivideix a vegades en dos, la segona meitat (del 100 ae al 200) s'anomena llavors protoclàssic (terme utilitzat també per altres autors per a designar la totalitat del preclàssic recent).[5]

### Preclàssic primerenc
La datació de les ceràmiques més antigues trobades pels arqueòlegs, que testimonien el començament de l'assentament agrícola, sembla remuntar-se als anys 2400 ae o 2300 ae.
A partir del 2500 ae fins al 1200 ae, els primers pobles, construïts a prop de camps de cultiu, tenen en general menys de vint llars, que s'estableixen en barraques fetes amb materials peribles. Els morts sovint són enterrats sota els habitatges. Sembla que aquestes comunitats agrícoles van formar tribus igualitàries.
La variabilitat significativa dels recursos d'una àrea a una altra a Mesoamèrica va afavorir un creixement primerenc d'intercanvis comercials i culturals entre pobles llunyans.
Entre els jaciments més antics de Mesoamèrica hi ha els conjunts funeraris de la cultura d'El Opeño i la cultura Capacha a l'oest de Mèxic.

### Preclàssic mitjà

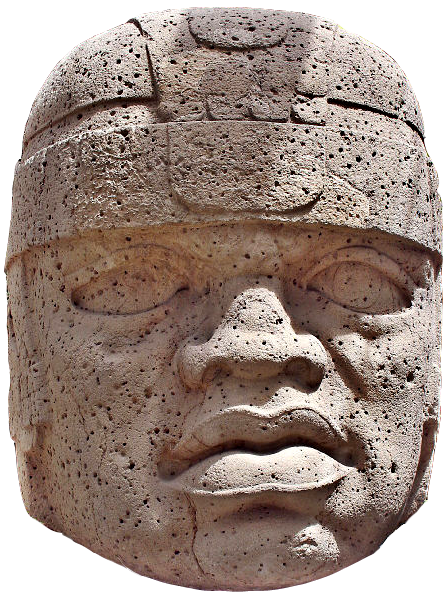
Cap colossal olmeca de San Lorenzo

A partir del 1200 ae, fins al 400 ae, el nombre i la mida de les comunitats augmenta a conseqüència d'importants avenços tecnològics, sobretot agrícoles, com ara l'ús de sistemes de control de l'aigua (terrasses, canals, preses) per a intensificar el ritme de collites.
En particular, cap al 1200 ae, a la costa del Golf de Mèxic, a la primera ciutat olmeca, San Lorenzo, es construeix el primer centre cerimonial monumental; testimonia l'aparició d'una diferenciació social elitista i, per tant, d'una especialització de tasques. Aquesta diferenciació també s'observa a San José Mogote d'Oaxaca. Al mateix temps, es desplega el comerç interregional, especialment en productes de prestigi.
Aquests trets culturals es van estendre per la resta de Mesoamèrica, des de Guerrero fins a Hondures, fins al punt que la civilització olmeca sovint es coneix com a "cultura materna", malgrat que aquest concepte es continua debatent i alguns mesoamericans prefereixen el concepte de "cultures germanes". En tot cas, la progressiva generalització de les elits locals s'explica sobretot per l'aparició d'excedents agrícoles i una creixent especialització de la producció que duen a una intensificació dels bescanvis comercials i dels intercanvis culturals. La difusió dels trets culturals observada per primera volta entre els olmeques és conseqüència dels intercanvis comercials de productes de luxe cercats per totes les elits, com ara el jade, la turquesa, l'hematites, el cacau, les plomes d'ocells, etc. Chalcatzingo al centre de Mèxic o Takalik Abaj a Guatemala són representatius d'aquestes interaccions complexes.

#### Al Golf de Mèxic
A les terres baixes de la costa del Golf de Mèxic, cap a l'any 1200 abans de la nostra era, va aparéixer una cultura, la dels olmeques, que, per la seua sofisticació, se'n va distingir de totes les altres: centres cerimonials monumentals, una elit social... Diversos centres olmeques se succeeixen: San Lorenzo, La Venta, Tres Zapotes.

#### Al centre de Mèxic

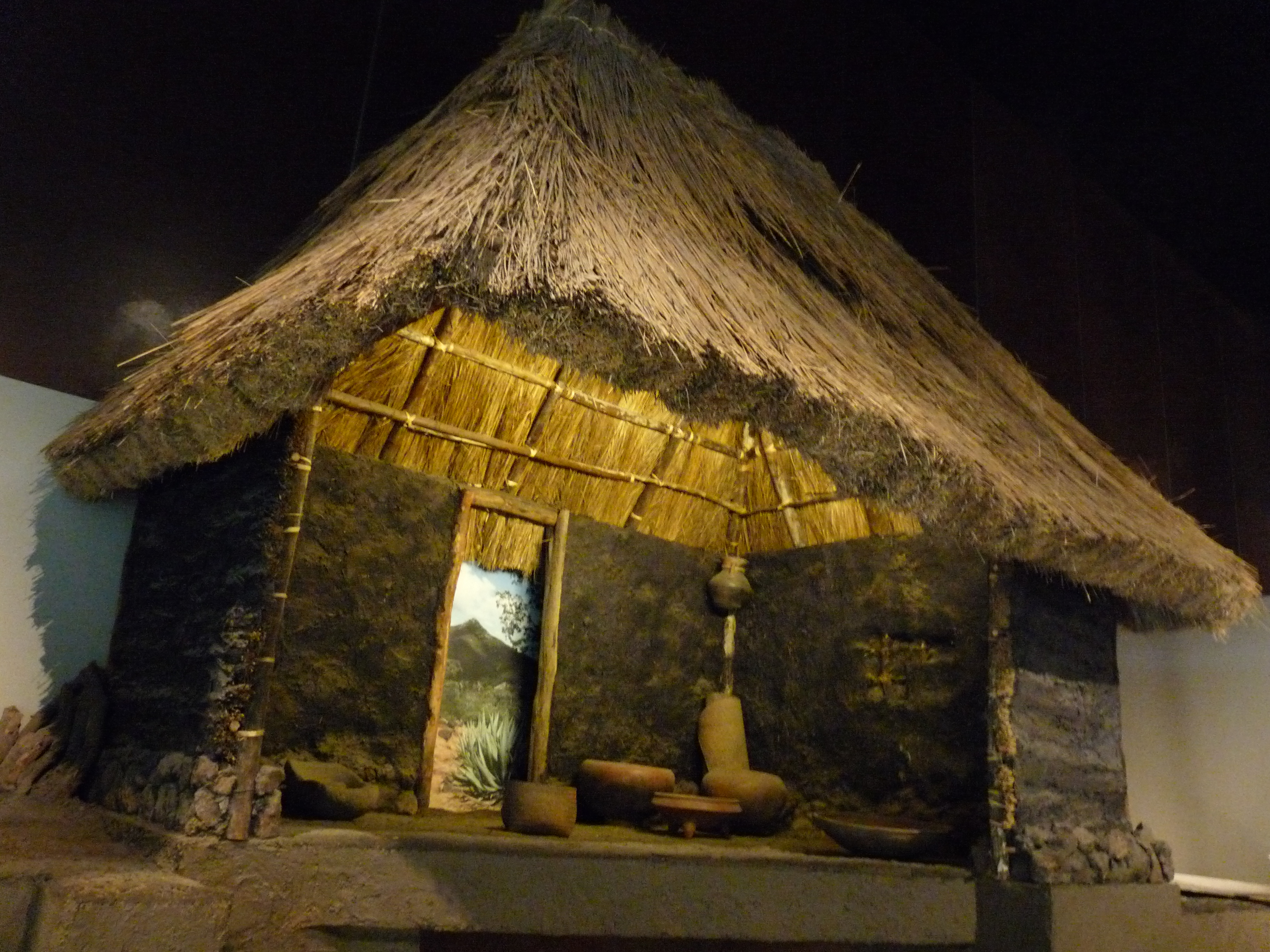
Reconstrucció d'un habitatge preclàssic de Tlatilco (MNA, Mèxic)

Tlatilco és una de les primeres ciutats importants de la Vall de Mèxic.

#### A Oaxaca
A Monte Albán, les primeres traces d'habitatges es remunten a finals del Preclàssic mitjà, cap al 500 ae.

### Preclàssic recent

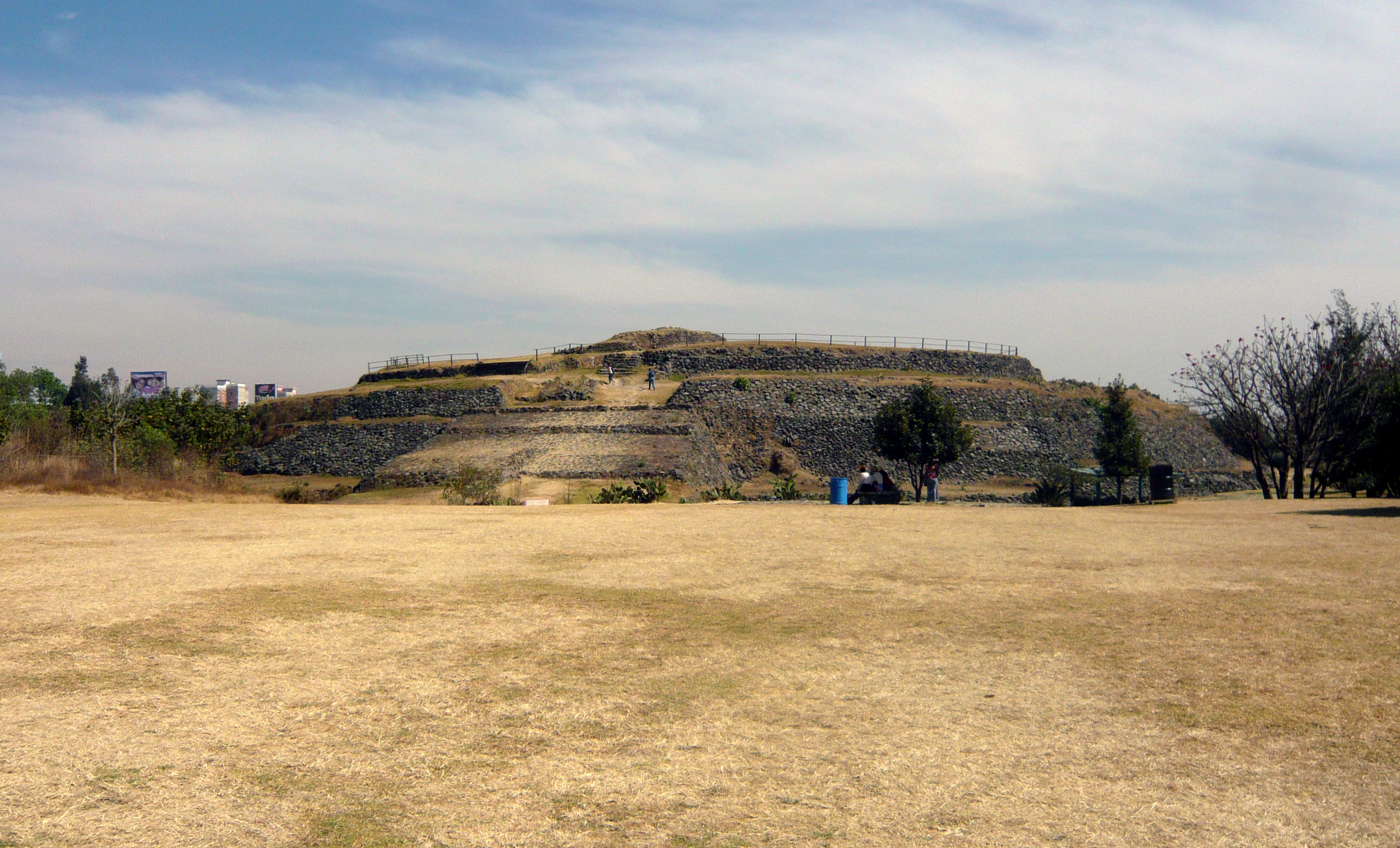
Piràmide de Cuicuilco

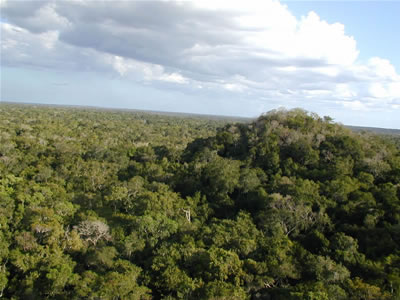
Piràmide que sorgeix de la selva de la conca d'El Mirador

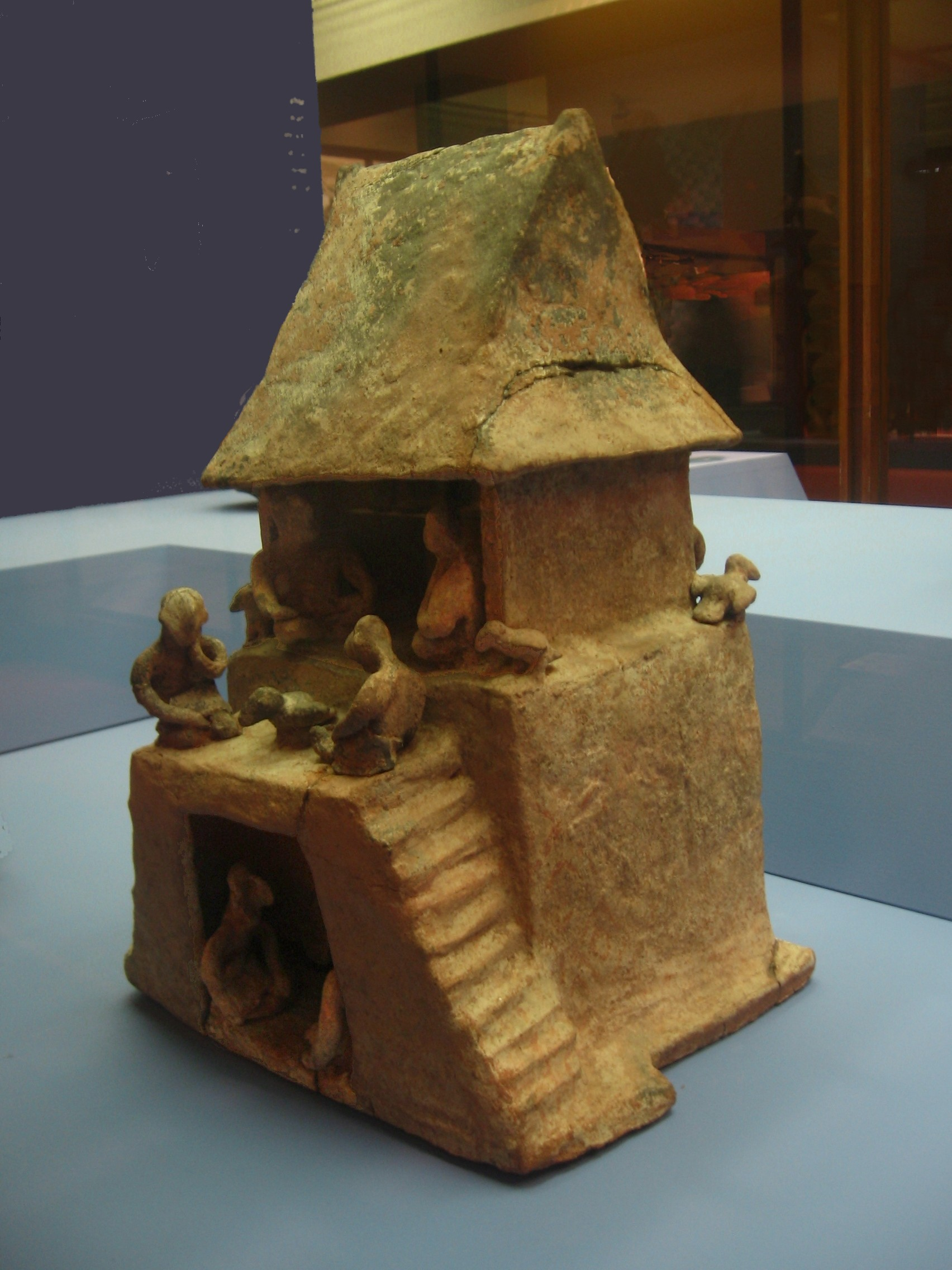
Ceràmica que representa una casa associada a la cultura de les tombes de tir

A partir del 400 ae, fins al 200, després de l'extinció dels principals assentaments olmeques, tret de Tres Zapotes, van sorgir cultures locals, com ara Monte Albán II, centre de la civilització zapoteca, a Oaxaca, i Cuicuilco al bell mig de Mèxic.
En aquesta època hi ha importants desenvolupaments a l'istme de Tehuantepec, on apareix un tipus d'escriptura anomenada epi-olmeca i les primeres inscripcions del compte llarg.
Més al sud, als contraforts del Pacífic i a les terres altes maies, pobles com Kaminaljuyú, El Baul, Takalik Abaj i Izapa constitueixen una unió els olmeques i la civilització maia.
L'evolució de les Terres Baixes planteja el problema de les influències que han sofert, ja siga per contacte amb els olmeques, o per mitjà de les ciutats de les Terres Altes abans esmentades. A la part est de les terres baixes del sud van aparéixer les primeres ciutats maies, sobretot Cerros a Belize.
Els capgiraments més profunds es relacionen amb la conca d'El Mirador d'El Petén. En les darreres dècades, l'estudi de Nakbé, en què apareixen plataformes monumentals del Preclàssic mitjà (al voltant del 600), i sobretot del mateix jaciment d'El Mirador, l'auge del qual data del Preclàssic tardà i que té l'estructura piramidal més important mai construïda en el món maia, ha canviat la idea que els especialistes de la civilització maia se n'havien fet. El gegantisme dels edificis d'El Mirador en un període tan primerenc implica una força de treball important i un grau d'organització política considerat fins fa poc com desconegut abans del període Clàssic. Cap al 150, la conca d'El Mirador es despoblà. Aquest període sembla correspondre a un primer "enfonsament" de la civilització maia, abans de la fi del període Clàssic.
A l'altre extrem del món mesoamericà, a l'àrea que els arqueòlegs mexicans anomenen <i>Occident</i>, als actuals estats mexicans de Colima, Nayarit i Jalisco, i també al llarg del riu Mezcala, afloren les anomenades tombes de tir, la datació de les quals és incerta. Una mica més al sud-est, a l'actual estat de Guanajuato, va florir la cultura Chupícuaro.
Al centre de Mèxic, l'abandonament progressiu de Cuicuilco a la primeria de la nostra era, arran d'una sèrie d'erupcions volcàniques, provocà un important flux migratori que va coincidir, a finals del segle II, amb l'aparició de Teotihuacan, ciutat que dominaria tota Mesoamèrica a l'època següent, el Clàssic primerenc.